# 안간초등학교
안간초등학교는 대한민국 경상남도 진주시 미천면 안간리에 있었던 공립 초등학교이다. 폐교 후에는 미천초등학교가 해당 위치로 이전하였다.

## 연혁
- 1946년 9월 1일 미천국민학교 안간분교로 인가
- 1948년 9월 1일 안간국민학교로 개교
- 1981년 3월 1일 병설유치원 개원
- 1996년 3월 1일 안간초등학교로 교명 변경
- 1998년 2월 28일 상미분교장 통폐합
- 2007년 3월 1일 미천초등학교로 통폐합